# Заворожи мені, волхве…
«Заворожи мені, волхве…» — вірш Тараса Шевченка, присвячений М. С. Щепкіну, написаний 13 грудня 1844 року в С.-Петербурзі.

## Написання і публікація
Збереглося кілька джерел вірша: чистовий автограф у рукописній збірці «Три літа»; першодрук у журналі «Пантеон» (1856, № 6, стор. 84); публікація в газеті «Русский инвалид» (1857, 17 марта); публікація в журналі «Основа» (1861, № 1, стор. 6). Автограф датовано: «13 декабря 1844 р. С.-Петербург». Вірш датується за автографом: 13 грудня 1844 року, місце написання — С.-Петербург.
Первісний автограф не відомий. У квітні — червні 1846 року, перебуваючи в Києві, Шевченко переписав вірш з невідомого автографа до рукописної збірки «Три літа». Перед арештом поета 5 квітня 1847 року та в роки його заслання (1847—1857) вірш поширювався в рукописних списках. Один з найраніших із них — список О. М. Бодянського олівцем, що зберігається в Одеській науковій бібліотеці. 10 липня 1856 року у Москві М. С. Щепкін читав вірш присутньому в нього на обіді педагогові та публіцисту М. В. Соколову, який пізніше про це згадував: «Под конец обеда М. С. Щепкин прочел стихи Шевченки. Эти стихи, с горячим чувством, проникшим меня до глубины души, прочтенные Михаилом Семеновичем, — „Пустка“» («Заметки о Щепкине: Выдержки из дневника» / «Библиотека для чтения», 1864, № 8, стор. 3). Про читання того ж року вірша Шевченка М. С. Щепкіним за рукописним списком згадує також редактор газети «Русский инвалид» П. Лебедєв: «Помним, как М. С. Щепкин, останавливаясь от слез на каждом шагу, прочитал нам в 1856 г. эти стихи в Москве» ("Русский инвалид, 1861, 2 марта). Є підстави гадати, що від списку, що належав М. С. Щепкіну і який не зберігся, походять публікації твору (зі значними різночитаннями, зокрема, без чотирьох останніх рядків) в журналі «Пантеон» (1856, № 6, стор. 84); вірш умонтовано в твір Г. Кушелєва-Безбородька «Сказочник. Отрывок из путевых записок Грицки Григоренко», з приміткою: «Стихи одного из малороссийских поэтов») та — під заголовком «Пустка» — в газеті «Русский инвалид» (1857, 17 марта). Рукописний список «Заворожи мені, волхве…» (під назвою «Пустка») М. С. Щепкін подарував Я. Г. Кухаренкові під час перебування останнього в серпні 1856 року у Москві. «В Москві, — сповіщав Шевченкові Я. Г. Кухаренко в листі від 18 грудня 1856 року, — Щепкін прочитав мені напам'ять „Пустку“, я зараз одгадав: я кажу, Тарас писав. Щепкін здивовався, що я вгадав. Хіба диво пізнати мову Тарасову, знавши Тараса добре? Щепкін, по просьбі, списав і передав мені твою, брате, „Пустку“» («Листи до Тараса Шевченка», Київ, 1993, стор. 76). Очевидно, саме М. С. Щепкін назвав твір Шевченка «Пусткою» (зважаючи на те, що в ньому є образ хати-пустки). Шевченко в листі від 22 квітня 1857 року запитував Я. Г. Кухаренка: «Яку він там тобі „Пустку“ читав? Я, поганий з мене батько, забув свою рідну дитину». Після повернення із заслання до Санкт-Петербурга два списка «Заворожи мені, волхве…» з невідомих джерел зробив П. О. Куліш, один із них — з датою: «1855 року. Грудень 29». 1861 року в журналі «Основа» (№ 1, стор. 6) вірш надруковано за життя Шевченка втретє — під назвою «Пустка», з присвятою М. С. Щепкіну, зі значними відмінами від автографа у збірці «Три літа» (зокрема, без чотирьох останніх рядків).
Походження списків, відомих нам, не встановлено, серед них список, що належав М. О. Максимовичу, низка списків невідомою рукою, список І. Рудинського 1862 року.
Вперше введено до збірки творів у виданнях: «Кобзарь Тараса Шевченка / Коштом Д. Е. Кожанчикова» (СПб., 1867, стор. 264—265), та «Поезії Тараса Шевченка» (Львів, 1867, том 1, стор. 232 (в останньому з присвятою М. С. Щепкіну)).

## Сюжет
Вірш присвячено видатному російському та українському акторові й реформатору театру, українцеві, колишньому кріпаку М. С. Щепкіну. Восени 1844 року Щепкін близько півтора місяця гастролював у Петербурзі на сцені Александринського театру, з великим успіхом виступаючи, зокрема, в п'єсах М. В. Гоголя та І. П. Котляревського. Шевченко відвідував вистави за участю Щепкіна, зустрічався з ним, захоплювався його грою. Висока оцінка Щепкіна — людини й актора, щира приязнь до нього відбиті на сторінках щоденника поета, в його листах. У грудні 1857 року 69-річний Щепкін — єдиний з старих друзів Шевченка відвідав його в Нижньому Новгороді, де поет після звільнення із заслання чекав дозволу на в'їзд до Петербурга. В Нижньому Новгороді Шевченко подарував Щепкіну автопортрет і присвятив йому поему «Неофіти». В березні 1858 року по дорозі до Петербурга Шевченко гостював у Щепкіна в Москві. Бачилися вони 1860 року й, можливо, 1859 року Шевченків вірш-послання «Заворожи мені, волхве…» — відгук на зустрічі поета з Щепкіним в Петербурзі 1844 року.